# Ardian Gashi
Ardian Gashi est un footballeur kosovar, né le 20 juin 1981 à Đakovica au Kosovo. Il évolue comme milieu offensif.

## Palmarès
Vålerenga
- Champion de Norvège (1) : 2005

 SK Brann
- Champion de Norvège (1) : 2007

 Helsingborgs IF
- Champion de Suède (1) : 2011
- Vainqueur de la Coupe de Suède (1) : 2010
- Vainqueur de la Supercoupe de Suède (1) : 2011